# Just Shoot Me – Redaktion durchgeknipst
Just Shoot Me war eine US-amerikanische Fernsehserie, die von 1997 bis 2003 produziert wurde.

## Handlung
In der Redaktion der fiktiven Modezeitschrift Blush arbeiten verschiedene Charaktere. Zum einen gibt es Maya Gallo, die als Feministin nur ungern bei dem Fashionmagazin ihres Vaters Jack Gallo, der Donald Trump ähnelt, arbeitet. Allerdings blieb ihr, nachdem sie als Nachrichtenredakteurin gefeuert wurde und ihr auch die Räumung ihrer Wohnung drohte, keine andere Wahl als ihren Vater um Hilfe, d. h. um einen Job, zu bitten. Doch dieser Schritt kostete einige Überwindung zumal ihr Vater mit ihrer verhassten Mitschülerin Allie liiert ist. Da Jack inzwischen aber erneut Vater wird, bietet er seiner Tochter den Job als Chefredakteurin an um mehr Zeit für den Nachwuchs zu haben. Nun ist Maya also Chefin des ständig in Frauengeschichten verwickelten aber übersensiblen Fotografen Elliot DiMauro und des ehemaligen Models und nun Moderedakteurin Nina Van Horn, die sich inzwischen dem Alkohol verschrieben hat und zudem dem häufigen Partnerwechsel frönt. Weiterhin gibt es den skrupellosen Sekretär Dennis Finch.
In der ersten Staffel spielte auch noch Mayas Mitbewohner Wally eine größere Rolle in der Serie, allerdings konzentrierte man sich in den darauffolgenden Staffeln auf den Alltag in der Redaktion, sodass kein Platz mehr für diese Rolle war.

## Auszeichnungen
- 1998: BMI TV Music Award
- 1999: BMI TV Music Award
- 2001: BMI TV Music Award
- 2002: BMI TV Music Award
- Zudem wurde die Serie 1999, 2000 und 2002 für insgesamt 6 Emmys nominiert, sowie 1999 und 2000 für insgesamt 7 Golden Globes.

## Besetzung
| Rolle          | Schauspieler      | Synchronsprecher  |
| -------------- | ----------------- | ----------------- |
| Maya Gallo     | Laura San Giacomo | Anke Reitzenstein |
| Jack Gallo     | George Segal      | Christian Rode    |
| Elliot DiMauro | Enrico Colantoni  | Thomas Nero Wolff |
| Nina Van Horn  | Wendie Malick     | Viola Sauer       |
| Dennis Finch   | David Spade       | Sven Plate        |
| Vicki Costa    | Rena Sofer        | -                 |
| Wally          | Chris Hogan       | unbekannt         |

## Sonstiges
- Obwohl die Serie in den USA sehr erfolgreich lief, wurden im deutschen Fernsehen nur die ersten zwei Staffeln 2001 in Spätprogramm (donnerstags 23.45 Uhr) von ProSieben ausgestrahlt. Von 2008 bis 2011 liefen die ersten fünf Staffeln der Serie auf den Sendern Anixe und Sat.1 Comedy.
- Die Seriensynchronisation, für die sich die Arena Synchron verantwortlich zeichnete, wurde nach Staffel 5 abgebrochen.